# حیدرملاشریف نو
حیدر ملاشریف نو یا حیدرآباد روستایی در دهستان خواجه احمد بخش مرکزی شهرستان زهک استان سیستان و بلوچستان ایران است.

## جمعیت
بر پایه سرشماری عمومی نفوس و مسکن در سال ۱۳۹۵ جمعیت این روستا ۲۴۲ نفر (۶۲ خانوار) بوده‌است.